# 巨愛爾斗蛸屬
巨愛爾斗蛸，又稱南極蛸、南極章魚，為生存於環南極深海的大型章魚，牠們的外套膜長度可達28 cm（11英寸），體長則可達90 cm（35英寸）。巨愛爾斗蛸會在有殼的大型軟體動物身上鑽洞，並注入有毒的唾液，在殺死獵物後以其為食，牠們的毒液即使在冰點以下的低溫仍然能作用。
巨愛爾斗蛸於2003年被移至巨愛爾斗蛸屬下，而原先屬於巨愛爾斗蛸屬的Megaleledone senoi則被視為是異名。